# Alan Dressler
Alan Michael Dressler (* 23. März 1948 in Cincinnati) ist ein US-amerikanischer Astronom.
Dressler studierte an der University of California, Berkeley, mit dem Bachelor-Abschluss in Physik 1970 und wurde 1976 in Astronomie und Astrophysik an der University of California, Santa Cruz, promoviert. Als Post-Doktorand war er bis 1981 am Hale-Observatorium. Ab 1981 war er bei der Carnegie Institution for Science an deren Palomar-Observatorium und Las-Campanas-Observatorium. 1988/89 war er Associate Director der Carnegie Observatorien.
Er befasst sich mit Geburt und Entwicklung von Galaxien und Kosmologie. Er war führendes Mitglied der Morphs Collaboration (mit Gus Oemler, ebenfalls von den Carnegie Observatorien), die die Entwicklung von Galaxien mit dem Hubble-Weltraumteleskop und den Magellan-Teleskopen in Las Campanas untersuchte. Sie fanden, dass elliptische Galaxien die ältesten waren, entstanden aus Kollisionen im frühen Universum. Die Sternentstehung in ihnen war etwa 2 bis 3 Milliarden nach dem Big Bang abgeschlossen und geschah danach besonders in Spiralgalaxien. Linsenförmige Galaxien (die eine Mittelstellung zwischen Spiralgalaxien und elliptischen Galaxien einnehmen, mit Spiralarmen, aber wenig Gas und Sternentstehung) entstehen nach der Morph Collaboration dagegen besonders in Galaxienclustern aus Wechselwirkung von Spiralgalaxien, die in Richtung des galaxienreichen Zentrum des Clusters fallen. Die Arbeit wird im ICBS (IMACS Cluster Building Survey) fortgesetzt. Sie benutzt den unter Leitung von Dressler am Baade Teleskop des Magellan-Observatoriums gebauten Spektrographen IMACS (Inamori Magellan Areal Camera and Spectrograph).
Dressler verfolgt auch ein Projekt zur Suche nach den ersten Galaxien und der Klärung der Frage, ob ihre Strahlung ausreichte, die beobachtete Reionisierung des Universums eine Milliarde Jahre nach dem Big Bang zu erklären.
1987 gehörte er zu den Entdeckern des Großen Attraktors, worüber er ein Buch schrieb.
Er ist Mitglied der National Academy of Sciences und seit 1993 der American Academy of Arts and Sciences. Er erhielt 1983 den Newton-Lacy-Pierce-Preis für Astronomie und 1999 die NASA Public Service Medal.

## Schriften
- Reise zum Großen Attraktor. Die Erforschung der Galaxien. Rowohlt, Reinbek bei Hamburg 1996
- Galaxy morphology in rich clusters: Implications for the formation and evolution of galaxies, Astrophys.J., Band 236, 1980, S. 351–365